# Гамма-абсорбційний сепаратор

Сепаратор гамма-абсорбційний — радіометричний сепаратор для збагачення корисних копалин за здатністю розділюваних мінералів поглинати гамма-випромінювання.
Схема сепаратора конвеєрного типу наведена на рис. Грудки руди з бункера 1 двоканальним вібраційним живильником 2 подаються на стрічковий конвеєр 3, який їх транспортує у зону дії джерела гамма-випромінювання 5. У приводному барабані 4 конвеєра встановлений лічильник гамма-випромінювання 6, зв'язаний з радіометром 7, який управляє сортувальним механізмом 8. Ослаблення потоку гамма-променів тим сильніше, чим більше вміст корисного компоненту у грудці, що опромінюється. Радіометр настроюється так, щоб грудки з вмістом корисного компоненту більше заданого направлялися у концентрат, з меншим — у відходи.
Технічна характеристика гамма-абсорбційного сепаратора РС-2Ж: Продуктивність по класу 100—200 мм — 20 — 25 т/год; Споживана потужність 1,7 кВт.